# 沃帕的世界
《沃帕的世界》（英語：Wumpa's World），是加拿大-中国大陆的電視動畫。是由加拿大的動畫製作公司Cité-Amérique所製作，並在加拿大的Treehouse TV播放。第1季是從2000年10月12日到2001年2月1日，全部共20集。第2季是從2001年2月1日到2002年5月，全部共10集。

## 登場人物
沃帕 (Wumpa)
配音／英：洛娜·卡迪纳尔
弯 (Zig)
配音／英：???
曲 (Zag)
配音／英：???
钛瓜 (Tiguak)
配音／英：蒂姆·戈斯利
塞卡 (Seeka)
配音／英：贾尼·劳宗
笃 (Tuk)
配音／英：???

## 資料來源與外部連結
- 互联网电影数据库（IMDb）上《Wumpa's World》的资料（英文）